# 2610 Tuva
A 2610 Tuva (ideiglenes jelöléssel 1978 RO1) a Naprendszer kisbolygóövében található aszteroida. Nyikolaj Sztyepanovics Csernih fedezte fel 1978. szeptember 5-én.